# Emmanuel Muheim
Emmanuel Muheim est un poète et écrivain français né à Vallières (Haute-Savoie), le 23 juillet 1923 et mort à Cavaillon (Vaucluse), le 2 juillet 2002. Il fut directeur du centre culturel de rencontres de l'abbaye Notre-Dame de Sénanque, à Gordes, dans le Vaucluse.

## Biographie
Fils de Georges Muheim, de nationalité suisse, et de Gabrielle Tachet des Combes, savoyarde avec des ascendances suisse et polonaise, Emmanuel Muheim est l'aîné de six enfants. Il passe son enfance et son adolescence dans la maison familiale à la campagne. Après de bonnes études « classiques » au petit séminaire de Rumilly, et une classe de philosophie en Suisse, il obtient son baccalauréat latin grec, mais s'oriente vers la biologie et refait un bac de mathématiques. Il pratique les sports de montagne : escalade, ski de randonnée. Il écrit et lit énormément, depuis toujours. Féru de musique, il écoute Mozart, Bach, Chopin.
En 1941, il entre dans la résistance, d'abord comme courrier, plus tard comme « passeur » entre la région d'Annemasse et le Genevois. Son père meurt en 1944 alors que, prévenu par son réseau des soupçons qui pèsent sur son activité, il ne peut rentrer en France. 
Il commence des études de biologie, mais des hémiplégies successives le terrassent. Des mois d'hôpital le confrontent à la souffrance, l'immobilité, la solitude… En 1946 il est soigné à Strasbourg ; on lui prédit une santé peu solide, et on lui déconseille la vie citadine. De retour chez sa mère, il se consacre à l'écriture, à la peinture et à la sculpture, après quelques mois dans l'atelier de Zadkine à Paris.
En 1954, il épouse Anne Stancioff, bulgaro-américaine ; ils auront cinq enfants. Par nécessité, il se spécialise dans l'arboriculture, gérant la propriété de sa mère et celles de voisins. Il réorganise totalement l'arboriculture haute-savoyarde, et obtient pour cela le Mérite agricole. Parallèlement, il écrit et correspond avec les poètes de son temps.
En 1969, l'industriel Paul Berliet prend en charge la restauration de l'abbaye de Sénanque (église et cloître des XIIe et XIIIe siècles) dans le Vaucluse, les moines se retirant à Lérins. Berliet demande à Emmanuel Muheim de créer à Sénanque un « centre national de rencontres », avec l'appui du ministère de la Culture.
De 1970 à 1988, le centre de rencontres de Sénanque est l'un de ces lieux d'effervescence et de retrait où historiens et poètes, spécialistes des religions, artistes et sociologues échangent sans frontières : François Cheng, Alain Touraine, Jean Tinguely, Michel Rocard, Edgar Morin, Claude Geffré, Henri Maldiney, Pierre Mendès France et d'autres y passeront.
L'abbaye s'ouvre aux visiteurs — ils sont près de 20 000 par an dès 1988 —, se dote d'une librairie, d'une hostellerie. Pendant près de vingt ans se succéderont concerts, colloques, séminaires, conférences, expositions, projections de cinéma (Tarkovsky), fêtes, stages, retraites, cercles d'études, publications…
En 1988, Emmanuel Muheim s'installe dans une belle vieille bâtisse, près de Cheval-Blanc, sur le flanc sud du Luberon au-dessus de la Durance.
Son passage à Sénanque, la mort de son fils Pierre dans un accident en montagne ont fortement influencé son œuvre. Plus tard, les quinze dernières années à Cheval-Blanc lui ont permis de s’adonner presque entièrement à l’écriture et de reprendre un peu ses pinceaux entouré par la musique de Mozart, du jazz, de Luigi Nono, Xenakis, Berio…

### Citation
« À vivre chaque jour à Sénanque sous l'autorité d'une architecture aussi rigoureuse, on ne peut qu'obéir à une parole, même secrète. Ou capituler. »

— Emmanuel Muheim, Les Écrits de Sénanque

## Œuvres

### Poésie
- La Nuit comme une épouse, éd. Oswald, Paris, 1976
- Seul le blanc, éd. Atelier des Grammes, 1983
- De blanc incendié, éd. Eliane Vernay, Genève, 1985
- Terres incertaines et D'ombres éblouies, éd. Eliane Vernay, Genève, 1986
- Sur les brisées du sable, éd. Créaphis, Paris, 1988
- L'Aïeule, éd. Créaphis, 1991
- Piades, préface de Georges Duby, éd. Eliane Vernay, Genève, 1996

### Livres d'artiste
- Telle une procession de la lumière[4], gravures au burin et à la pointe-sèche d'Alain de La Bourdonnaye, Paris, 1982 ; tirage : 65 ex.
- Dalles de gués[5], avec des gravures sur bois d'Alain de La Bourdonnaye, Paris, 1983 ; tirage : 50 ex.

### Essais
- Dialogue d'atelier, avec le peintre Robert Droulers, éd. Eliane Vernay, Genève, 1985
- Écrits de Sénanque, préface de Georges Duby, éditions Albin Michel, 1987
- Le Moine et le Poète, Albin Michel, 1993

### Architecture
- L'Abbaye de Sénanque[6], photographies d'Hervé Champollion et Jean-Paul Gisserot, éd. Ouest France, 1982
- L'Abbaye du Thoronet : monument en paroles, Caisse nationale des monuments historiques, 1990